# Purpurstirnpapagei
Der Purpurstirnpapagei oder Rosenkopfpapagei (Pionus tumultuosus) ist ein eigentlicher Neuweltpapagei in der Gattung der Rotsteißpapageien.

## Merkmale

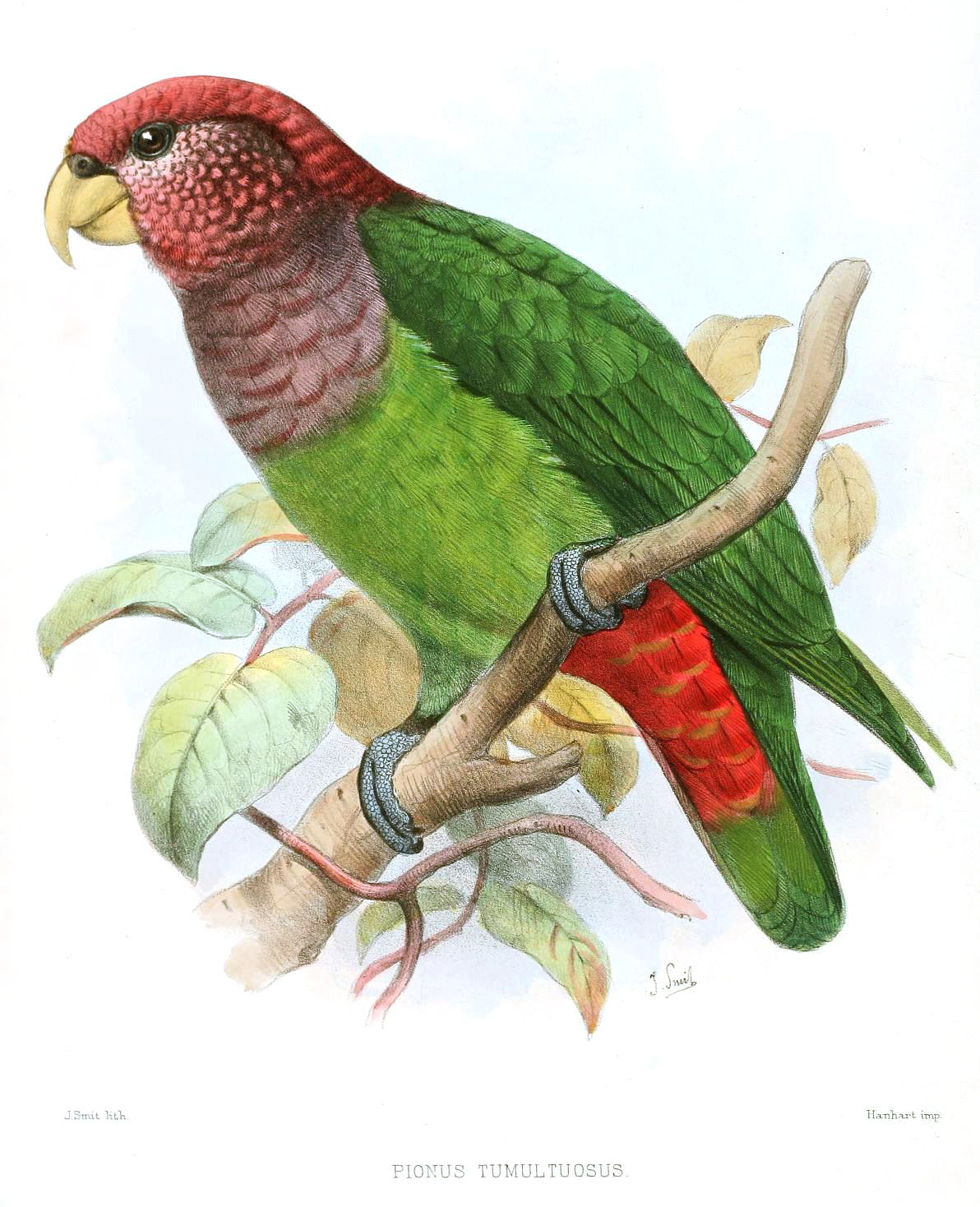
Purpurstirnpapagei, Illustration

Der Purpurstirnpapagei erreicht eine Gesamtlänge von 29 Zentimeter. Die Grundgefiederfärbung ist grün und wird an der Unterseite blasser. Die Federn an den Wangen sind rot und besitzen einen dunklen Saum. Die Basis der Federn an den Wangen ist cremeweiß. Das Gefieder an Scheitel und Nacken ist dunkelrot, die Federn an Kehle, Kinn und Hinterkopf sind bräunlich-rot. Das Brustgefieder ist rötlich und die Unterschwanzdecken sind rot mit purpurfarbenen Abzeichen und gelbgrünem Saum. Die mittleren und äußeren Schwanzfedern sind grün und werden zur Basis hin rot. Die Unterflügeldecken und Unterseiten der Schwingen sind mattgrün. Der Schnabel ist hornfarben. Die Iris ist braun und die Füße grüngrau.
Die Jungvögel sehen den Altvögeln ähnlich, ihre Federn an Hinterkopf, Wangen und Brust sind aber noch grün. Außerdem sind die Unterschwanzdecken noch gelbgrün und nur zur Wurzel hin rosa durchsetzt.

## Vorkommen

Verbreitungsgebiet des Purpurstirnpapageis (grün)

Der Purpurstirnpapagei ist ein Bewohner der Hochtäler in den tropischen und subtropischen Zonen. Sein Verbreitungsgebiet reicht von Nordwest- und Ost-Peru, über Ost-Cajamarca südöstlich von La Paz bis nach Cochabamba in Bolivien.

## Lebensweise
Über die Lebensweise der Purpurstirnpapageien ist nur wenig bekannt. Sie bevorzugen anscheinend die Höhenlagen zwischen 2000 und 3000 Metern Höhe. Vor allem im nördlichen Teil ihres Verbreitungsgebiets lebt die Art nomadisch. Sie dringt nur gelegentlich in die Getreideanbaugebiete vor. Die Brutzeit der Purpurstirnpapageien beginnt im November/Dezember und endet nach vier Monaten mit dem Flüggewerden der Jungvögel.

## Quelle